# Памятник Сервантесу (Москва)
Памятник Мигелю Сервантесу в Москве установлен на Ленинградском шоссе в парке Дружбы.

## История
Эта скульптура — точная копия памятника писателю Мигелю Сервантесу в Мадриде, установленного в XIX веке. В 1980 году советский посол Юрий Дубинин договорился с правительством Испании об обмене культурными знаками внимания, в рамках которого в СССР был изготовлен и подарен Испании памятник Пушкину (скульптор Олег Комов). Так в Мадриде появился памятник А. С. Пушкину, а в Москве — памятник Сервантесу.
Изначально автором и скульптором памятника Сервантесу является Антонио Сола, но так как статуя размещается на пьедестале, вокруг которого оформлена соответствующая площадка, то следует отметить, что в сооружение монумента внесли свой вклад архитекторы
И. Н. Воскресенский и Ю. В. Калмыков.

## Памятник сегодня
С 2000 года вандалы неоднократно выламывали шпагу у памятника. Несколько раз похищенную шпагу возвращали автору знаменитого романа «Хитроумный идальго Дон Кихот Ламанчский», но, видимо, надёжно закрепить её не удаётся, и вандалы вновь и вновь обезоруживали писателя. Так и остался Мигель де Сервантес Сааведра безоружным, поскольку от тщетных попыток восстановить эту деталь реставраторы давно уже отказались.